# Bupyeong (métro d'Incheon et de Séoul)
Bupyeong (hangeul : 부평 ; hanja : 富平) est une station de correspondance entre la ligne 1 du métro de Séoul et la ligne 1 du métro d'Incheon. Elle est située au 43 Songnae-daero, quartier Songnae-dong dans l'arrondissement Bupyeong-gu de la ville d'Incheon, à l'ouest de Séoul, en Corée du Sud.
Ayant pour origine une gare ferroviaire ouverte en 1899, elle devient une station de métro de la ligne 1 (métro de Séoul) en 1974 puis une station de correspondance en 1999. Elle est des desservie par les rames omnibus et express de la ligne 1 (Séoul) et par les rames omnibus de la ligne 1 (Incheon).

## Situation sur le réseau

Plan du réseau du métro de Séoul (2023)

La station Bupyeong est une station de correspondance entre la ligne 1 du métro de Séoul et la ligne 1 du métro d'Incheon, : 
sur la ligne 1 du métro de Séoul, c'est une station en surface, elle est située entre la station Bugae, en direction du terminus nord-est Yeoncheon, et la station Sangok, en direction du terminus ouest Inchéon,, ;
sur la ligne 1 du métro d'Incheon, c'est une station souterraine, elle est située entre la station Marché de Bupyeong, en direction du terminus nord Gyeyang, et la station Marché de Bupyeong, en direction du terminus sud Songdo Moonlight Festival Park,,.

## Histoire

### Gare ferroviaire (1899-1974)
La gare est mise en service le 18 septembre 1899, lors de l'ouverture à l'exploitation de la ligne Gyeongin (ko) entre les gare d'Incheon et de Noryangjin.
Un nouveau bâtiment est mis en chantier pour être opérationnel lors de l'ouverture, en 1974, de la gare aménagée en station de métro.

### Station de métro (depuis 1974)
Bupyeong devient une station de métro le 15 août 1974 lors de l'ouverture à l'exploitation de la première section de la ligne 1 du métro de Séoul qui absorbe notamment la section de Guro à Incheon dite ligne Gyeongin (ko),.
Elle est desservie par les trains express à partir du 29 janvier 1999, lors de l'ouverture de la nouvelle section à double voie entre Guro et Bupyeong Elle devient une station de correspondance le 6 octobre 1999, lors de l'ouverture à l'exploitation de la section entre les stations Dongmak et Bakchon,.

## Services aux voyageurs

### Accès et accueil
La station de la ligne 1 du métro de Séoul, située en surface, et la station de la ligne 1 du métro d'incheon, située en souterrain, sont reliées par un court passage piétonnier pour les correspondances. Sur les huit accès, six desservent directement la station en souterrain et deux (1 et 2) la station en surface. Comme toutes les stations de la ligne, elle est équipée d'automates pour l'achat de titres de transports valables sur l'ensemble du réseau du métro de Séoul,.

### Desserte

#### Station L1 de Séoul
Bupyeong est desservie par les rames omnibus qui circulent sur la totalité de la ligne 1 du métro de Séoul (Inchéon - Soyosan) et par les rames express : Gyeongin Express (Dongincheon - Yongsan) et Gyeongwon Express (Inchéon - Dongducheon). Elle dispose de deux voies encadrées par deux quais. Elle dispose de deux quais (central) équipés de portes palières.

Installations
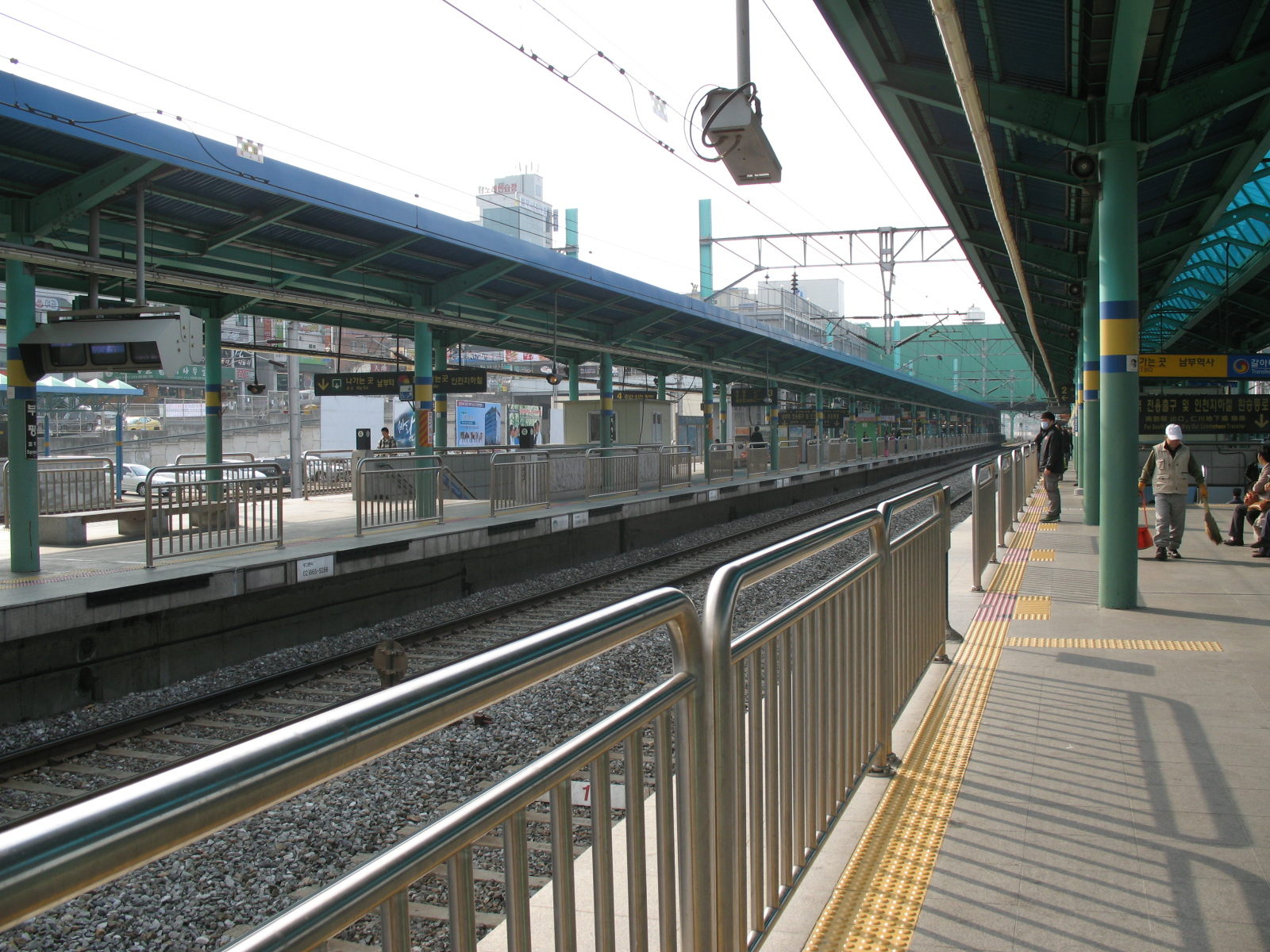
En 2007.
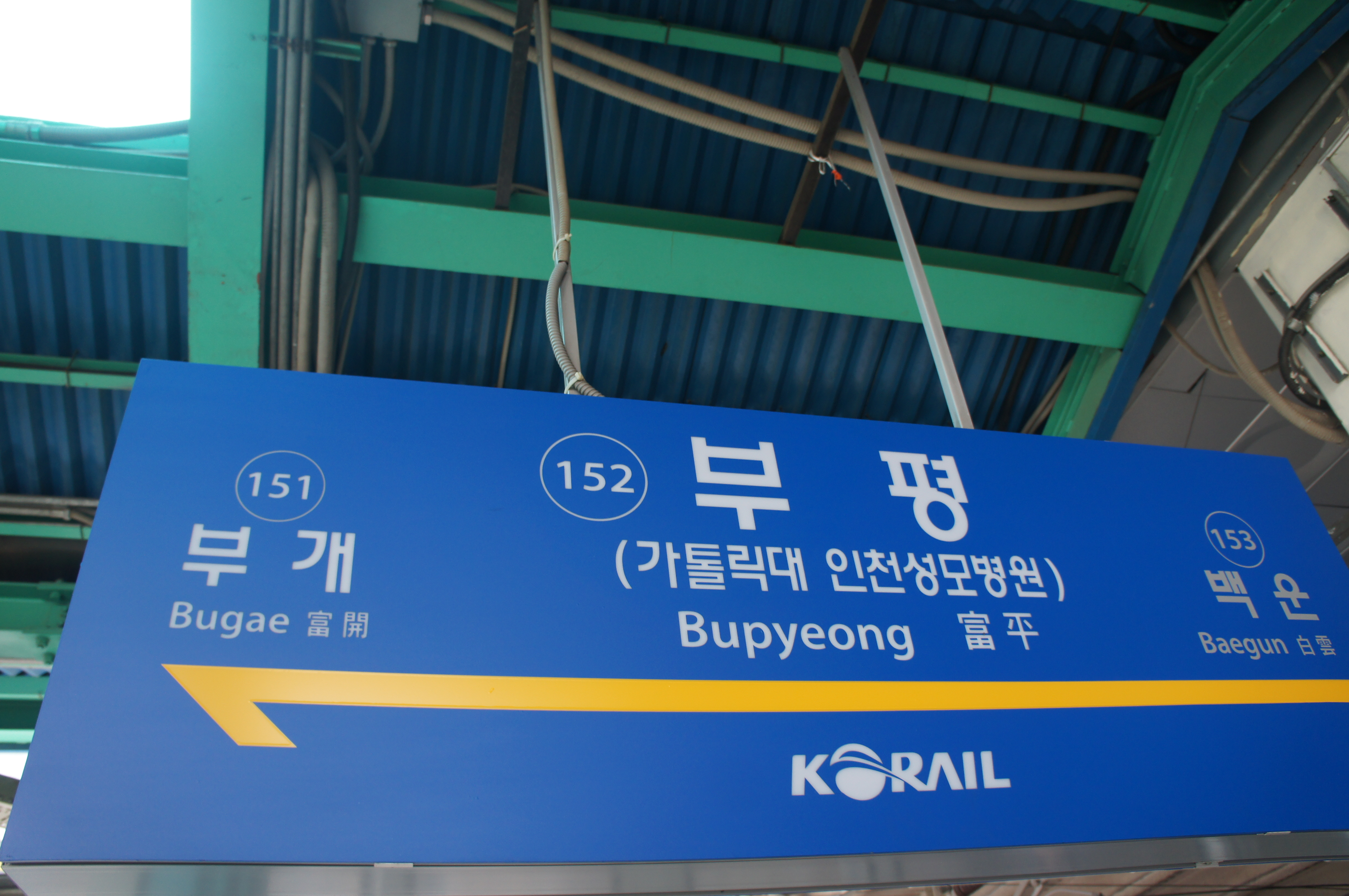
En 2013.
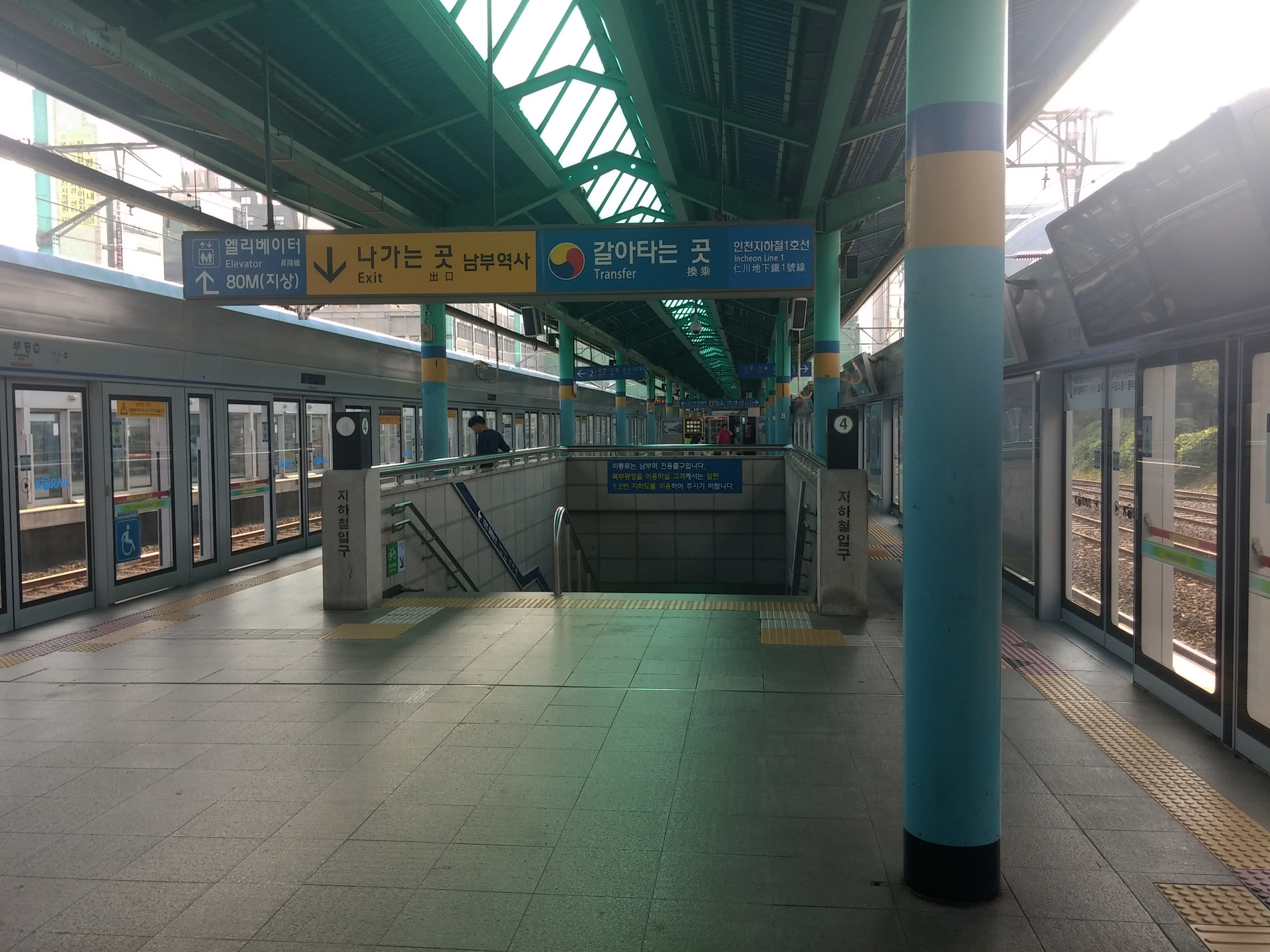
En 2017.

#### Station L1 d'Incheon
Bupyeong est desservie par les rames omnibus qui circulent sur la totalité de la ligne 1 du métro d'Incheon. Elle dispose de deux quais latéraux équipés de portes palières.

Installations
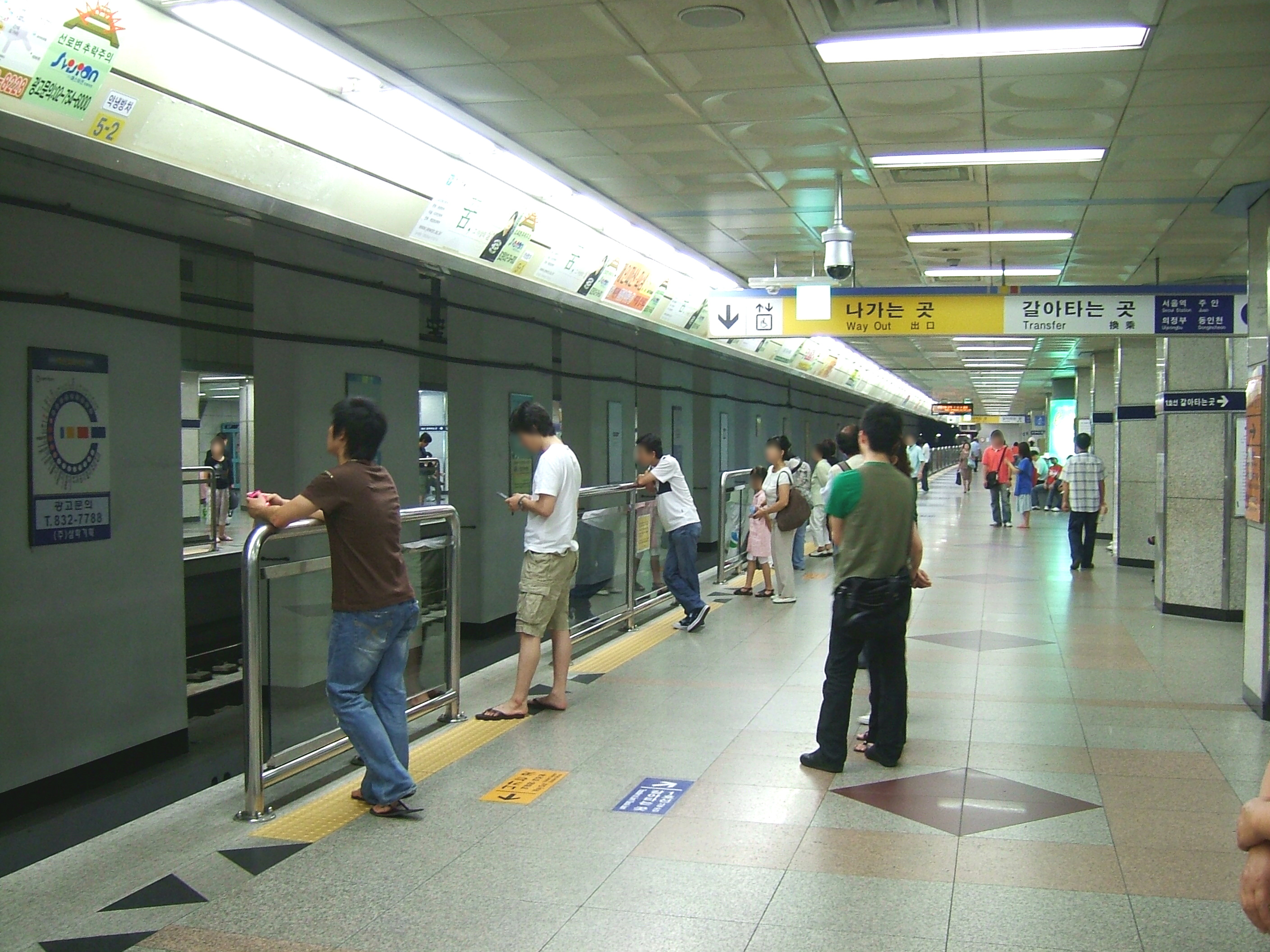
En 2007.
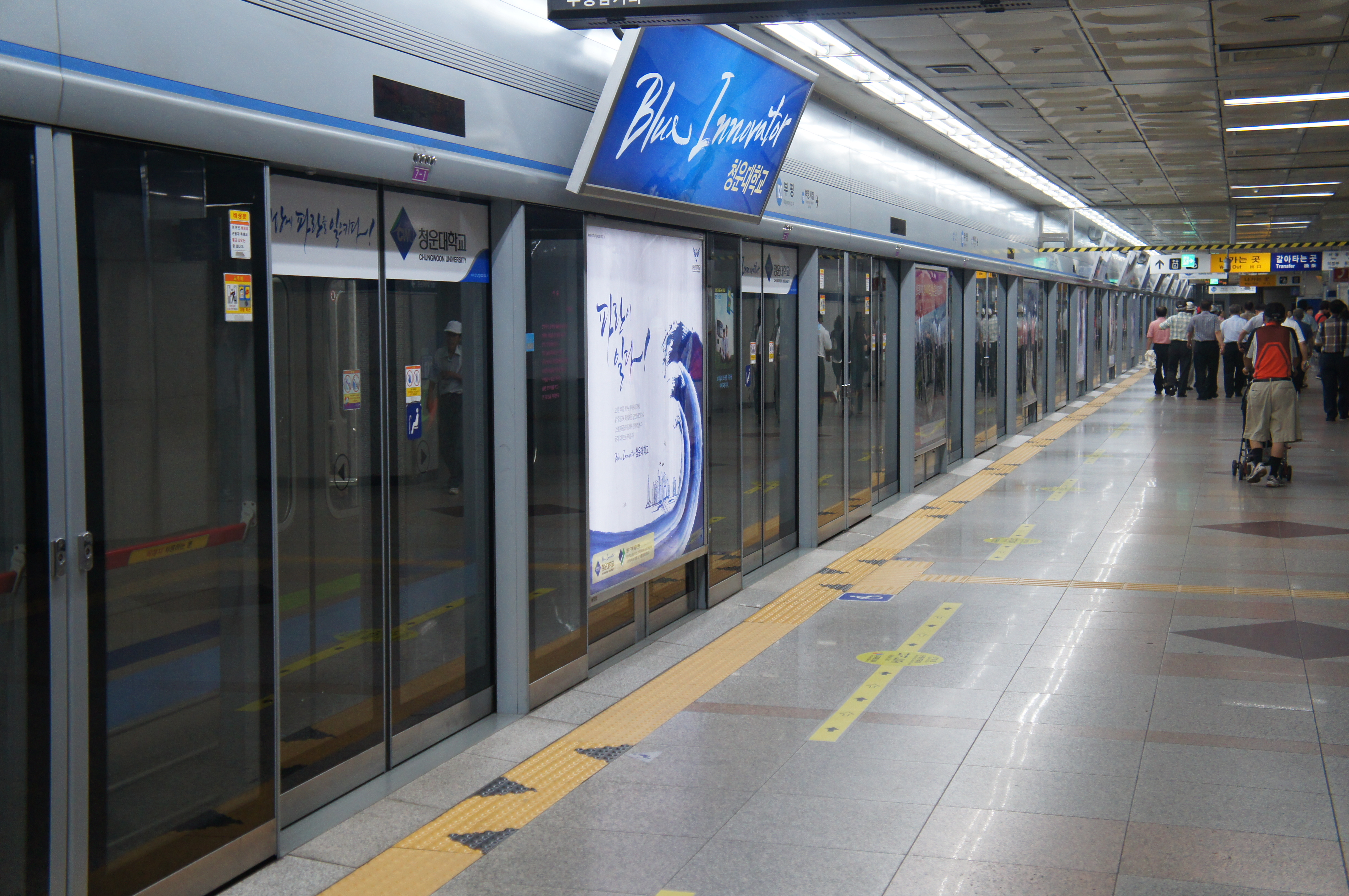
En 2013.

### Intermodalité
Des arrêts de bus sont situés à proximité des bouches de la station.